# Южная Канберра

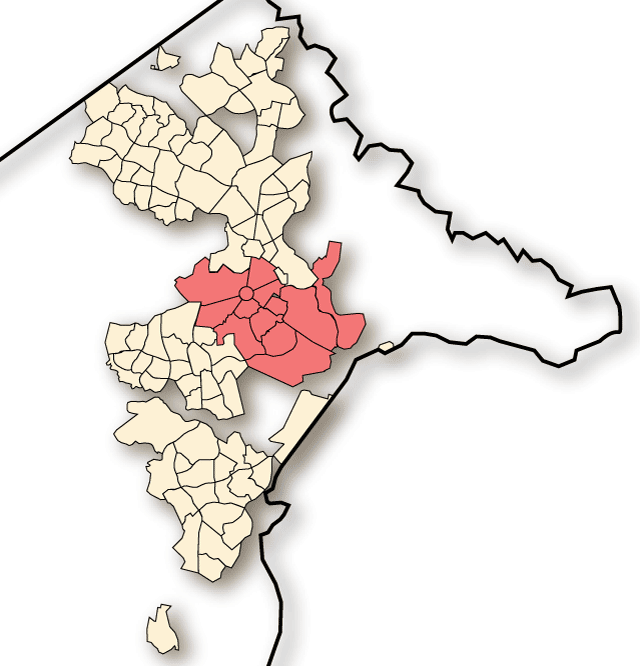
Расположение Южной Канберры

Южная Канберра (англ. South Canberra), или же Внутренний Юг (англ. Inner South), — округ Канберры, столицы Австралии, объединяет 12 районов. В округе насчитывается 11 658 частных домовладений, население 23 668 человек.
Южная Канберра расположена к югу от центра города, на юге от озера Берли-Гриффин.
Округ является одной из старейших частей Канберры. Частично застроен в соответствии с планом архитектора Уолтера Бёрли Гриффина. В отличие от более поздних округов Канберры, застраивавшихся как отдельные города-спутники, Южная Канберра отделена от Северной Канберры только озером. Оба округа в совокупности формируют единую Центральную Канберру с районом Сити в качестве общей центральной деловой и торговой зоны.

## Достопримечательности
- Здание парламента Австралии на Капитолийском холме
- Пригород Паркс[англ.] с Парламентским треугольником
- Дом правительства — официальная резиденция генерал-губернатора

В 1984 году Национальная комиссия по развитию столицы начала работу по выявлению и описанию значимых объектов в Австралийской столичной территории. Данные по Южной Канберре были опубликованы в 1988 году. Были определены объекты, значимые как с природной, так и с культурной точек зрения. Многие из них включены в Регистр наследия Австралийской столичной территории.

### Значимые культурные объекты
- Старое здание Парламента
- Патентный офис (сейчас — задние сэра Роберта Гэррэна, в котором расположен Департамент генерального прокурора)
- Дом Брасси
- Ложа (официальная резиденция премьер-министра Австралии)
- Стадион Манука
- Альберт Холл
- Отель Канберра
- Кирпичный завод Ярраламла

### Значимые природные объекты
- Антиклинальная складка Дикин
- Ареал Rutidosis leptorrhynchoides
- Природный парк Ред-Хилл
- Скалы Наррабанда

## Районы Южной Канберры
- Бартон (англ. Barton)
- Дикин (англ. Deakin)
- Форрест (англ. Forrest)
- Фишуик (англ. Fyshwick)
- Гриффит (англ. Griffith)
- Кингстон (англ. Kingston)
- Наррабанда (англ. Narrabundah)
- Паркс (англ. Parkes)
- Пиаллиго (англ. Pialligo)
- Ред-Хилл (англ. Red Hill)
- Саймонстон (англ. Symonston)
- Ярраламла (англ. Yarralumla)